# سيمون لوي (ممثل)
سيمون لوي (بالإنجليزية: Simon Lowe)‏ هو ممثل بريطاني، ولد في 30 أكتوبر 1973.

## وصلات خارجية
- سيمون لوي على موقع IMDb (الإنجليزية)
- سيمون لوي على موقع قاعدة بيانات الفيلم (الإنجليزية)